# Lars Pensjö
Lars Pensjö er en svensk programmør, uddannet på Chalmers tekniska högskola i Göteborg, som i sin tid påbegyndte skabelsen af MUD-programmet LPMud, som er opkaldt efter ham. Han er også en af stifterne af Genesis LPMud, som hostes af Chalmers Datorförening.
Programmeringssproget LPC ("Lars Pensjö C") er udviklet af Lars Pensjö.